# زيجوفيلوم سيمبليكس
زيجوفيلوم سيمبليكس أو تيترينا سيمبليكس هو نبات حولي ملحي من كاسيات البذور. ينتشر في المناطق القاحلة بغرب آسيا وإفريقيا. يُستخدم في الطب التقليدي كمضاد للالتهابات.

## الوصف
زيجوفيلوم سيمبليكس هو نبات عصاري متفرع للغاية يصل ارتفاعه من 8 إلى 20 سم. أوراقه سميكة وبسيطة، مستطيلة وأسطوانية الشكل. يُزهر من أغسطس إلى مايو، وله بتلات صفراء اللون.

## التوزيع والموئل
ينتشر نبات الزيجوفيلوم سيمبليكس في غرب آسيا وإفريقيا، ويمكن العثور عليه في أقصى شرق الهند. الموائل الأكثر شيوعًا هي سهوب الشجيرات والصحاري. ينمو بشكل أفضل في الأماكن المالحة. وهو شائع في السهول الصخرية الصحراوية.